# Vespasian Warner

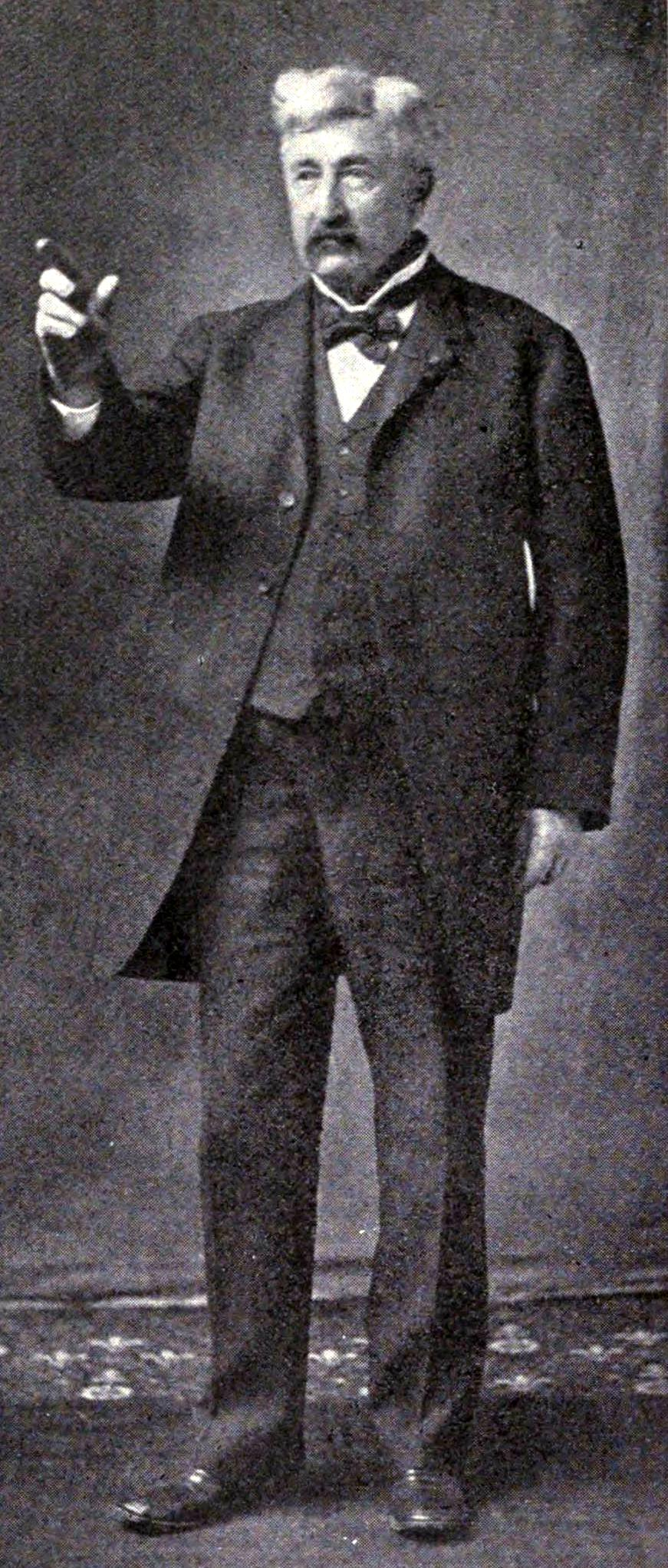
Vespasian Warner

Vespasian Warner (* 23. April 1842 in Mount Pleasant, DeWitt County, Illinois; † 31. März 1925 in Clinton, Illinois) war ein US-amerikanischer Politiker. Zwischen 1895 und 1905 vertrat er den Bundesstaat Illinois im US-Repräsentantenhaus.

## Werdegang
Bereits im Jahr 1843 zog Vespasian Warner mit seinen Eltern nach Clinton, wo er die öffentlichen Schulen besuchte. Danach studierte er an der Lombard University in Galesburg. Während des Bürgerkrieges diente er in einer Freiwilligeneinheit aus Illinois im Heer der Union und stieg dort bis zum Brevet-Major auf. Im Jahr 1866 schied er aus dem Militärdienst aus. Nach einem anschließenden Jurastudium an der Harvard University und seiner 1868 erfolgten Zulassung als Rechtsanwalt begann er in Clinton in diesem Beruf zu arbeiten. Gleichzeitig schlug er als Mitglied der Republikanischen Partei eine politische Laufbahn ein.
Bei den Kongresswahlen des Jahres 1894 wurde Warner im 13. Wahlbezirk von Illinois in das US-Repräsentantenhaus in Washington, D.C. gewählt, wo er am 4. März 1895 die Nachfolge von William McKendree Springer antrat. Nach vier Wiederwahlen konnte er bis zum 3. März 1905 fünf Legislaturperioden im Kongress absolvieren. Seit 1903 vertrat er dort als Nachfolger von Joseph B. Crowley den 19. Distrikt seines Staates. In seine Zeit als Kongressabgeordneter fiel der Spanisch-Amerikanische Krieg von 1898. Seit 1897 leitete Warner den Ausschuss zur Überarbeitung der Bundesgesetze (Committee on Revision of the Laws).
Nach dem Ende seiner Zeit im US-Repräsentantenhaus war Warner zwischen 1905 und 1909 als Rentenbeauftragter tätig. Danach arbeitete er in Clinton in der Immobilienbranche und im Bankgewerbe. Dort ist er am 21. März 1925 auch verstorben.